# Verkhnenikolàievskoie
Verkhnenikolàievskoie - Верхнениколаевское (rus) - és un poble del krai de Krasnodar, a Rússia. Es troba a 18 km al sud-est de Sotxi i a 185 al sud-est de Krasnodar, la capital.
Pertany al municipi de Kudepsta.